# オセチア・イングーシ紛争
オセチア・イングーシ紛争（オセチア・イングーシふんそう、露: Осетино-ингушский конфликт）は、北オセチア共和国とイングーシ共和国の間で行われた領土紛争のことである。

## 経過
- 1992年6月 ロシア大統領令によりイングーシ共和国が創設。領土の一部が北オセチア共和国に及んだため、北オセチアが反発。
- 1992年10月 北オセチア共和国とイングーシ共和国の間で武力衝突が勃発。ロシア中央政府が武力介入し、現在停戦中。